# Myriotrema temperatum
Myriotrema temperatum är en lavart som beskrevs av Armin Mangold.
Myriotrema temperatum ingår i släktet Myriotrema och familjen Graphidaceae. Inga underarter finns listade i Catalogue of Life.